# Giuseppe Scaraffia
Giuseppe Scaraffia (Turín, 2 de abril de 1950) es un escritor, profesor universitario y crítico literario italiano.

## Biografía
Giuseppe Scaraffia es diplomado en filosofía por la Universidad de Milán con una tesis sobre « La idea de felicidad según Diderot. » A partir de 1976, enseña la literatura francesa en la Universidad La Sapienza de Roma. En estos años ha estudiado los grandes mitos de la seducción del siglo XIX, del dandy y la mujer fatal hasta el hermoso ténébreux. Colabora en los suplementos literarios de «Il Sole24ore» y «Venerdì» de "La Repubblica".

## Obras
- Dizionario del dandy, Bari, éditions Laterza, 1981, Sellerio 2009, trad.française Le petit dictionnaire du dandy, Sand, 1986, trad. espagnole Diccionario del dandy, Machado, 2009.
- Scritti su Diderot, Roma, Bulzoni, 1983.
- Marcel Proust: Alla ricerca di Swan, Pordenone, Studio Tesi, 1986.
- La donna fatale, Palermo, Sellerio, 1987. (Sur les séductrices dans la littérature du XIX)
- Infanzia, Palermo, Sellerio, 1987. (Essai sur l’enfance au XIXe siècle)
- Il mantello di Casanova, Palermo, Sellerio, 1989 (Roman sur Casanova)
- Torri d’avorio, Palermo, Sellerio, 1994. (Essai sur les maisons de 33 écrivains français)
- Miti minori, Palermo, Sellerio, 1995. (Sur les nouveaux mythes d’aujourd’hui)
- Il bel tenebroso, Palermo, Sellerio, 1999. (Sur l’homme fatal au XIXe siècle)
- Gli ultimi dandies, Palermo, Sellerio, 2002. (Sur les dandies du XXe siècle)
- Scrivere è un trucco del cuore, Milano, Ponte delle Grazie, 2002. (Interviews à des grands écrivains réalisées avec des fragments de leur œuvres et de leur lettres etc)
- Sorridi Gioconda!, Milano, Mondadori, 2005. (Roman sur le vol de la Joconde au Louvre en 1911)
- Cortigiane, Milano, Mondadori, 2008. (Sur les grandes courtisanes au XIXe siècle)
- Femme Fatale, Firenze, Vallecchi, 2009. (Sur les femmes fatales, de la Récamier à Mata-Hari)
- Le signore della notte. Storie di prostitute, artisti e scrittori, Milano, Mondadori, 2011
- Il Romanzo della Costa Azzurra, Milano, Bompiani, 2013 ( trad. espagnole Periferica 2019)
- Gli ultimi giorni di Mata Hari, Torino, UTET, 2015
- Il demone della frivolezza, Palermo, Sellerio, 2016 ( trad. espagnole Periferica 2018)
- L'altra metà di Parigi. La rive droite, Milano, Bompiani, 2019
- ' Scrittori in armi, Milano, Neri Pozza, 2023.

Giuseppe Scaraffia ha editado también la edición italiana de 24 œuvres de autores franceses e ingleses (de Proust a Mérimée, de Stendhal a Maupassant hasta Evelyn Waugh).

## Filmografía
Con  Silvia Ronchey ha escrito y realizado de los programas culturales para el RAI en colaboración con RAI SAT, RAI 1, RAYO 2 e RAYO 3. El plus de entidad ha sido «El altra edicola», un programa cultural  para RAYO DEBIDO en los años '90. Siempre con Silvia Ronchey ha realizado una serie de entrevista a personajes como Ernst Jünger, Claude Lévi-Strauss, James Hillman, David Lodge, Keith Waldrop, Jean-Pierre Vernant, ecc.

## Distinciones
Giuseppe Scaraffia es Chevalier de los artes y de las cartas (2000) y ha obtenido el Premio Grinzane-Fenoglio para su libro Cortigiane (2008).